# Fidelia kobrowi
Fidelia kobrowi är en biart som beskrevs av Brauns 1905. Fidelia kobrowi ingår i släktet Fidelia och familjen buksamlarbin. Inga underarter finns listade i Catalogue of Life.